# Гай Юлий Силан
Гай Юлий Силан (лат. Gaius Iulius Silanus) — римский политический деятель второй половины I века.
По одной из версий, Силан происходил из галльского племени битуригов. 26 февраля 86 года он был включен в состав жреческой коллегии арвальских братьев. В 92 году Силан занимал должность консула-суффекта вместе с Квинтом Юнием Аруленом Рустиком. О дальнейшей его биографии нет никаких сведений.